# Torre de Gassià
La Torre de Gassià és una torre de Tortosa (Baix Ebre) declarada bé cultural d'interès nacional.

## Descripció
És una torre de defensa de planta quadrada que, adossada a altres edificacions, conforma una massa coneguda com a Mas de Torre Gassia. El seu estat de conservació és bo. No obstant presenta nombrosos adobs posteriors, tant interiors com exteriors. És de planta quadrada i actualment presenta planta baixa i dos pisos. Ha desaparegut el remat original, sent actualment la coberta de teules a un vessant. El material de construcció és la maçoneria, amb peces grans i ben treballades en els angles, especialment en els nivells inferiors. L'accés es realitza per una porta a la planta baixa, adovellada i amb arc apuntat. A s'obra d'ella, a nivell del primer pis, hi ha una finestra gran també apuntada que podria haver estat la porta original. Posteriorment a la construcció han estat obertes altres finestres en els diferents murs. Actualment està habilitada com a habitatge.

## Història
No es troba documentada en època medieval, però per la seva estructura i ubicació és possible que dati del segle xiv. El nom el rep dels antics propietaris, la família Gassia de Tortosa. En aquest sentit, existia un document que feia referència a un topònim anterior, aquest es va perdre durant la Guerra Civil. La seva funció degué ser de vigilància de l'antic camí de Tortosa a Barcelona pel coll de l'Alba i el Perelló. Es troba entre la ciutat de Tortosa i el coll de l'Alba.